# 清瀬保二
清瀬 保二（きよせ やすじ、1900年1月13日 - 1981年9月14日）は、大分県生まれの作曲家。

## 経歴
大分県宇佐郡四日市町（現宇佐市）で清瀬善三の二男として生まれる。生家は、地元で一、二を争う素封家。少年のころからヴァイオリンを嗜み、1919年、旧制松山高等学校在学中に作曲家を志すようになる。同年12月、作曲家になるため同校を中退して上京、まず友人に紹介された田辺尚雄を訪ね、山田耕筰に約2ヶ月間師事。以後、鹿児島にこもり、ほぼ独学で作曲を学ぶ。1930年には「新興作曲家連盟」の結成に発起人の一人として参加。1932年から3年間クラウス・プリングスハイムに理論を師事する。1940年、皇紀2600年記念として委嘱を受け、「日本舞踏組曲」を作曲。1946年には「新作曲派協会」を設立、積極的に作品を発表した。
ペンタトニックを駆使し、素朴で正直な作品を創作した。弟子には武満徹、佐藤敏直、仲俣申喜男、長沢勝俊がいる。日本現代作曲家連盟初代委員長などを務めた。
居住跡の碑が世田谷区砧にある。

## 代表作

### 管弦楽曲
- 交響曲「黎明」（1937年、新京音楽協会の委嘱による）
- 日本民謡の主題による幻想曲（1939年、JOAKの委嘱による「国民詩曲」のひとつとして作曲）
- 古代に寄す （1942年）
- 日本舞踏組曲 （1940年）
- 日本祭礼舞曲 （1942年、「日本舞踏組曲」から第4･5楽章を削除。）
- 御軍に従い奉らむ　(1942年)（作詞：蔵原伸二郎）
- ピアノと管弦楽のための小協奏曲「稔り」
- ピアノ協奏曲 （1954年）
- レクイエム　無名戦士 （1963年）
- 日本の素描

### 歌曲
- 清瀬保二歌曲集 一部 （1922-1925年）
- 同　二部 （1928-1941年）
- 同　三部 （1950-1966年）

### 合唱曲
- 蛇祭り行進 （1954年） 草野心平の詩による。
- 冬のもてこし春だから （1961年）　三好達治の詩による。
- 板敷山の夜 （1957年） 長田恒雄の詩による。

### 器楽曲
- 小組曲 （1931年、ピアノ）
- 丘の春 （1932年、ピアノ）(チェレプニン・コレクション No.4, 5)
- 小組曲 （1935年、ピアノ）(チェレプニン・コレクション No.10)
- ピアノ三重奏曲第1番（1938年）
- 第2ピアノ曲集  （1940年）
- 第1ヴァイオリンソナタ  （1942年）
- 弦楽四重奏曲 変ロ調（1951年）
- ピアノ三重奏曲第2番（1955年）
- ヴァイオリンとピアノのための二楽章  （1960年）
- 尺八三重奏曲　（1964年）
- 日本楽器による八重奏曲　（1964年）
- 日本楽器のための四重奏曲  （1965年）
- 子供のための4つの小品 （1966年、ピアノ）
- リコーダー三重奏曲　（1972年）

### 映画音楽
- 女の顔（今井正監督、1949年）
- お国と五平（成瀬巳喜男監督、1952年）
- 沓掛時次郎（佐伯清監督、1954年）
- 番場の忠太郎（中川信夫監督、1955年）

## 著書
- 清瀬保二著作集編集委員会編『清瀬保二著作集――われらの道』（同時代社／1983年）